# مارك هيوز
ليزلي مارك هيوز (بالإنجليزية: Mark Hughes)‏، من مواليد 1 نوفمبر 1963 في روابون في ويلز، لاعب كرة قدم ويلزي سابق، ومدرب كرة قدم حالي.
يمانشستر يونايتد]] في عام 1980، ولعب معهم حتى عام 1986، وشارك معهم في 89 مباراة وسجل 37 هدف، وفي موسم 1986/1987 انتقل إلى نادي برشلونة الإسباني، ولعب معهم 28 مباراة وسجل 4 أهداف، وفي موسم 1987/1988 أعير إلى نادي بايرن ميونخ الألماني، ولعب معهم 18 مباراة وسجل 6 أهداف، وفي عام 1988 انتقل إلى نادي مانشستر يونايتد، ولعب معهم حتى عام 1995، وشارك معهم في 256 مباراة وسجل 82 هدف، وفي عام 1995 انتقل إلى نادي تشيلسي، ولعب معهم حتى عام 1998، وشارك معهم في 95 مباراة وسجل 25 هدف، وفي عام 1998 انتقل إلى نادي ساوثامبتون، ولعب معهم حتى عام 2000، وشارك معهم في 52 مباراة وسجل هدفين، وفي عام 2000 لعب مع نادي إيفرتون، وشارك معهم في 18 مباراة وسجل هدف، وفي عام 2000 انتقل إلى نادي بلاكبيرن روفرز، ولعب معهم حتى عام 2002، وشارك معهم في 50 مباراة وسجل 6 أهداف.
و قد لعب مع منتخب ويلز لكرة القدم منذ عام 1984 وحتى عام 1999، وشارك معهم في 72 مباراة وسجل 16 هدف.
و في عام 1999 بدأ مسيرته التدريبية بتدريب منتخب ويلز لكرة القدم، ودربهم حتى عام 2004، ومنذ عام 2004 وهو يدرب نادي بلاكبيرن روفرز وفي عام2008 أصبح يدرب نادي مانشستر سيتي الإنجليزي مع كوكبة من النجوم ابرزهم الاعب البرازيلي روبينهو وغيره ‘ وفي عام 2010 درب نادي فولهام الإنجليزي حتى عام 2011 ثم درب نادي كوينز بارك رينجرز من 2011 حتى 2012 ومنذ 2013 وهو يدرب نادي ستوك سيتي.
والويلزي مارك هيوز هو اللاعب الذي لعب مباراتين في يوم واحد: الأولى كانت مع منتخب ويلز في تصفيات أوروبا ضد تشيكسلوفاكيا وخسر 2/صفر..
وذهب إلى ألمانيا ودخل الملعب مع نادي بايرن ميونيخ ضد بروسيا مونشنغلادباخ في الشوط الثاني واستطاع أن يقلب النتيجة بعد ان كان بايرن ميونيخ متأخراً بهدفين وانتهت المباراة 3-2 لـ بايرن ميونيخ

## مسيرته الكروية
لعب مارك هيوز خلال مسيرته الاحترافية مع 7 أندية في واحد وعشرون موسمًا وسجل خلالها 163 هدف ضمن 606 مباراة. حيث فاز في أربعة مواسم بالكأس وفي موسمين بالدوري.
خاض مارك هيوز مسيرته مع نادي مانشستر يونايتد في موسم 1983–84 في المرة الأولى واستمر معه طيلة ثلاثة مواسم ثم في موسم 1988–89 ليلعب معه سبعة مواسم، مشاركًا طوالها في 345 مباراة سجل خلالها 119 هدف. ثم انتقل إلى نادي برشلونة في موسم 1986–87 لمدة موسم واحد، حيث شارك في 28 مباراة سجل خلالها 4 أهداف. لينتقل بعدها إلى نادي بايرن ميونخ في موسم 1987–88 لمدة موسم واحد، مشاركًا في 18 مباراة سجل خلالها 6 أهداف. ثم انتقل إلى نادي تشيلسي في موسم 1995–96 واستمر معه طيلة ثلاثة مواسم، مشاركًا في 95 مباراة سجل خلالها 25 هدفًا. هذا وانتقل لاحقًا إلى نادي ساوثهامبتون في موسم 1998–99 ولمدة موسمين، مشاركًا في 52 مباراة سجل خلالها هدفين. ثم انتقل بعدها إلى نادي إيفرتون في موسم 1999–00 ولمدة موسمين، مشاركًا في 18 مباراة سجل خلالها هدفًا واحدًا. ليعود وينتقل من جديد، لكن هذه المرة إلى نادي بلاكبيرن روفرز في موسم 2000–01 ولمدة موسمين، مشاركًا في 50 مباراة سجل خلالها 6 أهداف.